# دهدر
دهدر هي قرية في مقاطعة طالقان، إيران. يقدر عدد سكانها بـ 82 نسمة بحسب إحصاء 2016.